# Ellen Wong

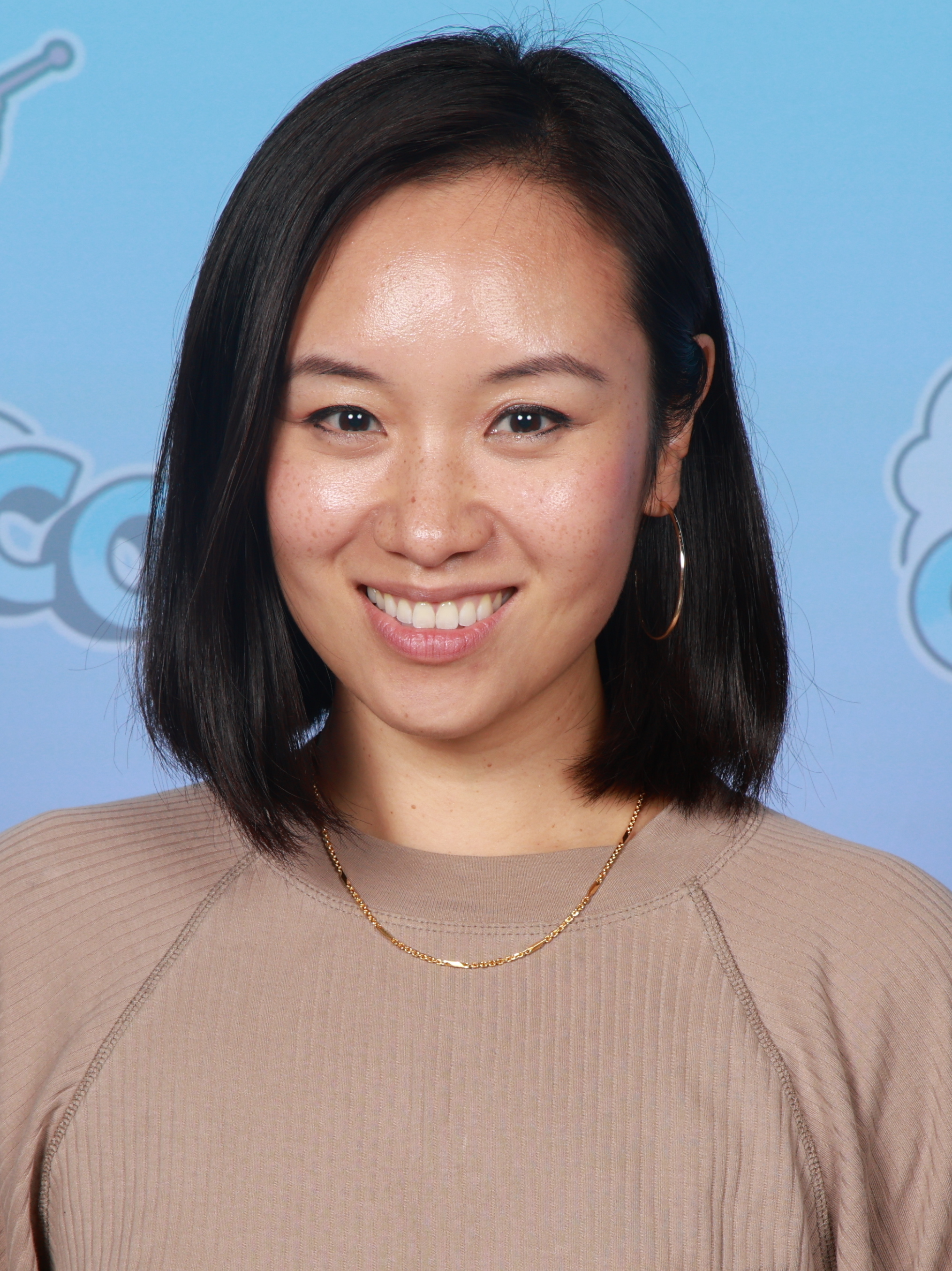
Ellen Wong (2024)

Ellen Wong (* 1985 in Scarborough, Ontario) ist eine kanadische Schauspielerin.

## Leben und Karriere
Ellen Wong wurde 1985 in Ontario geboren. Ihre Familie stammt aus Kambodscha. Noch während ihrer Schulzeit am L’Amoreaux Collegiate Institute trat sie in einer Laienspielgruppe auf und arbeitete bei kleineren Fernsehproduktionen mit. Nach dem Abschluss der Schule begann sie ein Studium der Radio and Television Arts an der Ryerson University. Noch während des Studiums übernahm sie erste kleinere Rollen in einigen Fernsehserien.
Einem größeren Publikum wurde sie 2010 in der Comic-Verfilmung Scott Pilgrim gegen den Rest der Welt in der Rolle der Knives Chau bekannt. Während des Castings fand Regisseur Edgar Wright heraus, dass Wong einen grünen Gürtel in der Kampfsportart Taekwondo besitzt, was schließlich mit ausschlaggebend für die Besetzung war.
Im Jahr 2011 trat Wong in der Fernsehserie Combat Hospital auf, die sich mit der Arbeit in einem Militärhospital der ISAF im afghanischen Kandahar beschäftigt. Von April bis Mai 2012 drehte sie mit Jaime King, Malcolm McDowell, Donal Logue, Jamie Kennedy und Brendan Fehr das Remake Silent Night, das auf dem Slasherfilm Stille Nacht – Horror Nacht beruht.

## Filmografie (Auswahl)
- 2005: This Is Wonderland (Fernsehserie, eine Folge)
- 2006: Runaway (Fernsehserie, eine Folge)
- 2010: Unnatural History (Fernsehserie, eine Folge)
- 2010: Scott Pilgrim gegen den Rest der Welt (Scott Pilgrim vs. the World)
- 2011: Silent Cargo (Kurzfilm)
- 2011: Combat Hospital (Fernsehserie, zwölf Folgen)
- 2012: Silent Night – Leise rieselt das Blut (Silent Night)
- 2013–2014: The Carrie Diaries (Fernsehserie, 26 Folgen)
- 2016–2017: Dark Matter (Fernsehserie, neun Folgen)
- 2016: The Void – Es gibt eine Hölle. Dies hier ist schlimmer. (The Void)
- 2017: The Circle
- 2017–2019: GLOW (Fernsehserie, 29 Folgen)
- 2018: Condor (Fernsehserie, fünf Folgen)
- 2020: Into the Dark (Fernsehserie, eine Folge)
- 2020: Verliebt in meinen Weihnachtsschwarm (The Christmas Setup)
- 2021: Best Sellers
- 2023: Scott Pilgrim hebt ab (Scott Pilgrim Takes Off, Fernsehserie, acht Folgen, Stimme)
- 2024: Beacon 23 (Fernsehserie, fünf Folgen)